# Nuevo Diario de Badajoz
Nuevo Diario de Badajoz fue un periódico español editado en Badajoz entre 1879 y 1936.

## Historia
Si bien su historia arranca en 1879, a partir del 21 de septiembre de 1892 adoptó el título de Nuevo Diario de Badajoz. Editado en Badajoz, tuvo una difusión menor en Cáceres y su provincia. No obstante, a lo largo de su historia fue un diario de una calidad moderada y de pequeñas ventas. Continuó publicándose hasta 1936.